# Hednota ancylosticha
Hednota ancylosticha là một loài bướm đêm trong họ Crambidae.